# Агент под стресом
Агент под стресом (енгл. Gun Shy) је америчка акциона филмска драма из 2000. са Лијамом Нисоном у главној улози.

## Радња
Чарли Мејо (Лијам Нисон) има класични „синдром сагоревања“. Напади панике, ноћне море, развој зависности од средстава за смирење - једном речју, клиничка слика је, како кажу, по уџбенику. Чарли воли да лети авионима, али све његово понашање је толико слично страху од летења да једног дана љубазни комшија у кабини, Џеф Блекнер (Мајкл Мантел), који је случајно њујоршки психотерапеут, скреће пажњу на ово.
Блекнер почиње да ради са Чарлијем индивидуалним разговорима, али га потом позива да се придружи групним сесијама у којима пацијенти - одрасли, успешни, снажни мушкарци попут Чарлија - „разрађују“ своје страхове: свађу се са шефом, свађају се са родитељима своје жене, да ће упасти у несрећу, остати без посла, изгубити новац... Тек овде, окружен сапатницима, Чарли одлучује да поразговара са њима о свом проблему, да наглас изговори свој главни страх.
Чарлс Мејо се плаши да умре. Али никако на начин на који га се обичан човек плаши.
Чињеница је да је Чарли искусни обавештајац, тајни агент ДЕА, који већ осамнаест година ради на тајном задатку у самом срцу њујоршке нарко мафије, у ствари, он је илегални шпијун у својој земљи. Десетине пута нашао се на ивици неуспеха. Стотине пута сам откривао и, хвала Богу, успевао да исправим сопствене грешке и грешке својих претпостављених, које су могле довести до неуспеха. Не једном, пред његовим очима, зверски су убијане колеге, супарнички мафијаши и потпуно странци. Недавно је и он сам прво лицем ударен у посуду са исеченом лубеницом, а пиштољ му је прислоњен на потиљак - од тада Чарли има изражену фобију од лубенице.
„Ган“ на енглеском значи „цев“, ватрено оружје; "стидљив" - плашљивост, несигурност, стидљивост. Фраза коришћена у оригиналном наслову филма („Gun Shy“) је енглески ловачки израз који значи „пас који се боји пуцњаве“. Ловачки пас, додуше чисте крви, али неподесан за лов на пушку. Чарли је такав данас. Исушио се на суво. Он више није ловац, већ дуго живи у ишчекивању да ће постати нечији плен.
Али једног дана Чарлс Мејо проналази моћну и поуздану подршку у животу. Психосоматски проблеми са варењем одводе га - по хитном савету др Блекнера - до гастроентеролога, а испоставило се да је процедурална медицинска сестра Џуди (Сандра Булок), која му је, извините, направила клистир пре флуороскопије црева. жена коју је целог живота тражио. Џуди га учи да ужива у животу – не у „животу уопште“, већ у сваком његовом конкретном тренутку. Џуди верује у њега и помаже му да верује у себе. Она убеђује Чарлија да није само паметан и јак, већ и веома срећан, а ако још није подбацио, онда се са сваким наредним даном вероватноћа преживљавања и победе не смањује, већ повећава.
Најтежи задатак руководства, који се односи на размотавање шеме прања новца нарко мафије, сукобљава Чарлија Мејоа са љутим и хистеричним мафијашом Фулвиом Нестром (Оливер Плат), зетом и личним заступником шефа. једне од највећих криминалних породица у Њујорку. И, сасвим неочекивано, његово новопронађено животно искуство одједном омогућава Чарлију да схвати да разбојник из ноћне море Фулвио има скоро исте проблеме као и он. То испод спољашњег омотача патолошки окрутног гангстера крије осетљиву, готово нежну нарав италијанског баштована аматера, који је, вољом судбине, својевремено бачен у змијско гнездо. Принуђени да деценијама преживљавају поред лопова и убица, повинују се њиховим канибалистичким правилима, претварају се да су предатор, све време осећајући се као потенцијална жртва. Неспособан да самостално пронађе излаз из овог ћорсокака.
И да ако можете да помогнете Фулвију да схвати себе, овај наизглед безнадежан злочинац може постати највреднији савезник.

## Улоге
| Глумац           | Улога                           |
| ---------------- | ------------------------------- |
| Лијам Нисон      | Чарлс                           |
| Оливер Плат      | Фулвио Нестра                   |
| Хозе Зунига      | Фидел                           |
| Сандра Булок     | Џуди Тип                        |
| Мајкл Де Лорензо | Естувио Клаво                   |
| Мери Макормак    | Глорија Минети-Нестра           |
| Енди Лауер       | Џери М. Фејнстајн / Џејсон Кејн |
| Мич Пилеџи       | Агент ДЕА Декстер Хелвеншо      |
| Луј Ђамбалво     | Агент ДЕА Лони Берк             |
| Џери Стал        | Лусијен                         |
| Френк Винсент    | Кармајн Минети                  |
| Мајкл Ведерли    | Агент ДЕА, Дејв Џунипер         |
| Тејлор Негрон    | Чимо Партел                     |
| Ричард Шиф       | Елиот                           |
| Пол Бен-Виктор   | Хауард                          |